# Parigi-Tours 2022
La Parigi-Tours 2022, centosedicesima edizione della corsa, valevole come quarantanovesima prova dell'UCI ProSeries 2022 categoria 1.Pro, si è svolta il 9 ottobre 2022 su un percorso di 213,5 km, con partenza da Chartres e arrivo a Tours, in Francia. La vittoria fu appannaggio del francese Arnaud Démare, il quale completò il percorso in 4h53'01", alla media di 43,718 km/h, precedendo il belga Edward Theuns e l'irlandese Sam Bennett.
Sul traguardo di Tours 128 ciclisti, dei 160 partiti da Chartres, portarono a termine la competizione.

## Squadre e corridori partecipanti
| N.      | Cod. | Squadra            |
| ------- | ---- | ------------------ |
| 1-7     | GFC  | Groupama-FDJ       |
| 11-17   | LTS  | Lotto Soudal       |
| 21-27   | TJV  | Jumbo-Visma        |
| 31-37   | ACT  | AG2R Citroën Team  |
| 41-46   | ADC  | Alpecin-Deceuninck |
| 51-57   | UAD  | UAE Team Emirates  |
| 61-67   | BBK  | B&B Hotels-KTM     |
| 71-75   | IGD  | Ineos Grenadiers   |
| 81-86   | COF  | Cofidis            |
| 91-97   | DSM  | Team DSM           |
| 101-106 | BOH  | Bora-Hansgrohe     |
| 111-117 | ARK  | Team Arkéa-Samsic  |

| N.      | Cod. | Squadra                          |
| ------- | ---- | -------------------------------- |
| 121-127 | TFS  | Trek-Segafredo                   |
| 131-137 | EFE  | EF Education-EasyPost            |
| 141-147 | TEN  | TotalEnergies                    |
| 151-155 | BEX  | Team BikeExchange-Jayco          |
| 161-167 | IWG  | Intermarché-Wanty-Gobert         |
| 171-176 | IPT  | Israel-Premier Tech              |
| 181-187 | UXT  | Uno-X Pro Cycling Team           |
| 191-197 | BWB  | Bingoal Pauwels Sauces WB        |
| 201-207 | AUB  | St Michel-Auber 93               |
| 211-217 | GRL  | Go Sport-Roubaix Lille Métropole |
| 221-227 | UNA  | Team U Nantes Atlantique         |
| 231-237 | NMC  | Nice Métropole Côte d'Azur       |

## Ordine d'arrivo (Top 10)
| Pos. | Corridore        | Squadra       | Tempo    |
| ---- | ---------------- | ------------- | -------- |
| 1    | Arnaud Démare    | Groupama      | 4h53'01" |
| 2    | Edward Theuns    | Trek          | s.t.     |
| 3    | Sam Bennett      | Bora          | s.t.     |
| 4    | Simone Consonni  | Cofidis       | s.t.     |
| 5    | Luca Mozzato     | B&B Hotels    | s.t.     |
| 6    | Dries Van Gestel | TotalEnergies | s.t.     |
| 7    | Sandy Dujardin   | TotalEnergies | s.t.     |
| 8    | Matis Louvel     | Arkéa         | s.t.     |
| 9    | Amaury Capiot    | Arkéa         | s.t.     |
| 10   | Hugo Hofstetter  | Arkéa         | s.t.     |